# Jonas Lietaert
Jonas Lietaert (16 juli 2004) is een Belgisch voetballer die onder contract ligt bij Cercle Brugge.

## Carrière
Lietaert begon zijn jeugdopleiding bij KVE Drongen. Via KMSK Deinze, Zulte Waregem en KV Oostende belandde hij uiteindelijk bij de jeugd van Cercle Brugge. In het seizoen 2022/23 maakte hij met Jong Cercle, het beloftenelftal van Cercle Brugge, zijn opwachting in de Tweede afdeling.
Op 5 november 2023 maakte Lietaert zijn officiële debuut in het eerste elftal van Cercle Brugge: in de 0-3-competitienederlaag tegen RSC Anderlecht liet trainer Miron Muslic hem in de 85e minuut invallen.

## Clubstatistieken
| Seizoen         | Club            | Land            | Competitie      | Competitie | Competitie | Beker | Beker | Supercup | Supercup | Europees | Europees | Totaal | Totaal |
| Seizoen         | Club            | Land            | Competitie      | Wed.       | Dlp.       | Wed.  | Dlp.  | Wed.     | Dlp.     | Wed.     | Dlp.     | Wed.   | Dlp.   |
| --------------- | --------------- | --------------- | --------------- | ---------- | ---------- | ----- | ----- | -------- | -------- | -------- | -------- | ------ | ------ |
| 2022/23         | Jong Cercle     | Vlag van België | Tweede afdeling | 28         | 2          | —     | —     | —        | —        | —        | —        | 28     | 2      |
| 2023/24         | Jong Cercle     | Vlag van België | Tweede afdeling | 4          | 0          | —     | —     | —        | —        | —        | —        | 4      | 0      |
| 2023/24         | Cercle Brugge   | Vlag van België | Eerste klasse A | 1          | 0          | 0     | 0     | —        | —        | —        | —        | 1      | 0      |
| Carrière totaal | Carrière totaal | Carrière totaal | Carrière totaal | 33         | 2          | 0     | 0     | 0        | 0        | 0        | 0        | 33     | 2      |

Bijgewerkt op 5 november 2023.